# Piguaquan

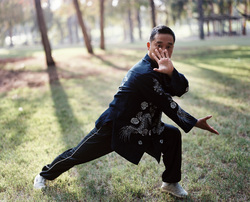
Demonstração de Piguaquan.

Piguaquan (劈掛拳) é uma arte marcial chinesa que significa, literalmente, "punho de pique-pendurado". Originária de Cangzhou, no norte da China, é conhecida em Taiwan.